# Ona FM
Ona FM est une station de radio privée espagnole émettant en Catalogne et en Andorre. Elle commence ses émissions le 23 avril 2007, reprenant une partie des fréquences utilisées auparavant par Ona Catalana, station acquise par le groupe Unión Radio pendant l'été 2005. Émettant uniquement en catalan, elle se consacre au sport sous toutes ses formes, accordant une attention toute particulière au football et à l'équipe locale, le FC Barcelona, dont elle retransmet en direct une grande partie des matchs. Ona FM appartient au groupe Prisa, via sa filiale Prisa Radio (ex Unión Radio).

## Présentation
Sa grille des programmes est composée des émissions « Fora de Joc » (de 7 heures à midi), « La graderia » (de midi à 15 heures et de 19 heures à 21 heures), « OnaSport » (de 15 heures à 19 heures) le reste du temps d'antenne étant consacré à la musique et à des retransmissions sportives. Ona FM revendique une grande flexibilité dans sa programmation, afin d'offrir à ses auditeurs les derniers résultats sportifs dès qu'ils sont connus; elle résume cette attitude dans sa devise : « L'esport a l'instant ».
Les résultats d'une enquête effectuée par l'Estudio General de Medios en 2010 montrent que l'auditeur-type de la station est plutôt jeune (36,4 % a entre 25 et 34 ans), issu des classes moyennes (41,4 %) et de sexe masculin (70,7 %). En 2010, Ona FM pouvait compter sur une audience d'environ 52 000 personnes.
Ona FM dispose de plusieurs fréquences en modulation de fréquence, lui permettant de couvrir les principales agglomérations de la Généralité de Catalogne ainsi que la Principauté d'Andorre. Elle est également reprise en direct sur internet.

### Sources
- (ca) Cet article est partiellement ou en totalité issu de l’article de Wikipédia en catalan intitulé « Ràdio Nou » (voir la liste des auteurs).